# Estoll
Estoll es una entidad de población española del municipio de Fontanals de Cerdanya, perteneciente a la provincia de Gerona, en la comunidad autónoma de Cataluña.

## Toponimia
El nombre del lugar puede encontrarse mencionado con las grafías Astoll y Estoll.

## Historia
A mediados del siglo XIX, el lugar, por entonces con ayuntamiento propio, del que también formaban parte los anejos de Musoll, Escardars, Suriguerola y Surriguera, tenía contabilizadas 12 casas. Aparece descrito en el tercer volumen del Diccionario geográfico-estadístico-histórico de España y sus posesiones de Ultramar de Pascual Madoz de la siguiente manera:

ASTOLL ó ESTOLL: l. con ayunt. compuesto de vec. del mismo y sus anejos Musoll, Escardars, Suriguerola y Surriguera, en la prov. de Gerona (20 leg.), part. jud. de Rivas (6), aud. terr. y c. g. de Barcelona (20), dióc. de la Seo de Urgel (7): sit. en el llano de la Cerdaña española, y batido por los vientos E., O. y N., disfruta de un clima frio y muy propenso á catarros; tiene 12 casas y 1 igl. parr. bajo la advocacion de Sta. Eulalia, servida por 1 párroco que tambien da el pasto espiritual á la del anejo de Suriguerola, dedicada á San Miguel Arcángel; inmediato al pueblo, al estremo de él hay 1 pozo de aguas muy frias y saludables, del que se surten los vec.: el térm. unido á los de Escardars, Suriguerola y Suriguera confina por el N. con el de Bolvir, del cual lo separa el r. Segre, á 1/2 leg.; por el E. con el de Urtx y Vilar á 1/2 hora; por el S. con el de Alp, y por el O. con el de Riosoll y Sanabastro; á 1/2 hora en ambas direcciones: el terreno llano y de mediana calidad, es fecundizado por el r. Alp: sus caminos son los que van de Alp y Prats á Puigcerdá, Bellver y demas pueblos inmediatos, y se hallan en el mejor estado; recibe la correspondencia de Puigcerdá: prod. centeno, patatas y yerba; siendo la mayor cosecha la del centeno; hay ganado lanar, caballar, y en mas abundancia, vacuno: pesca de truchas y anguilas: pobl.: 20 vec., 134 alm. cap. prod. 1.808,800 rs.: cap. imp. 45,220: el presupuesto municipal asciende á 837 rs., y se cubre por reparto entre los vecinos.
(Madoz, 1846, p. 51)

En 2023 la entidad singular de población de Estoll, perteneciente al municipio de Fontanals de Cerdanya, tenía empadronados 44 habitantes.

## Patrimonio

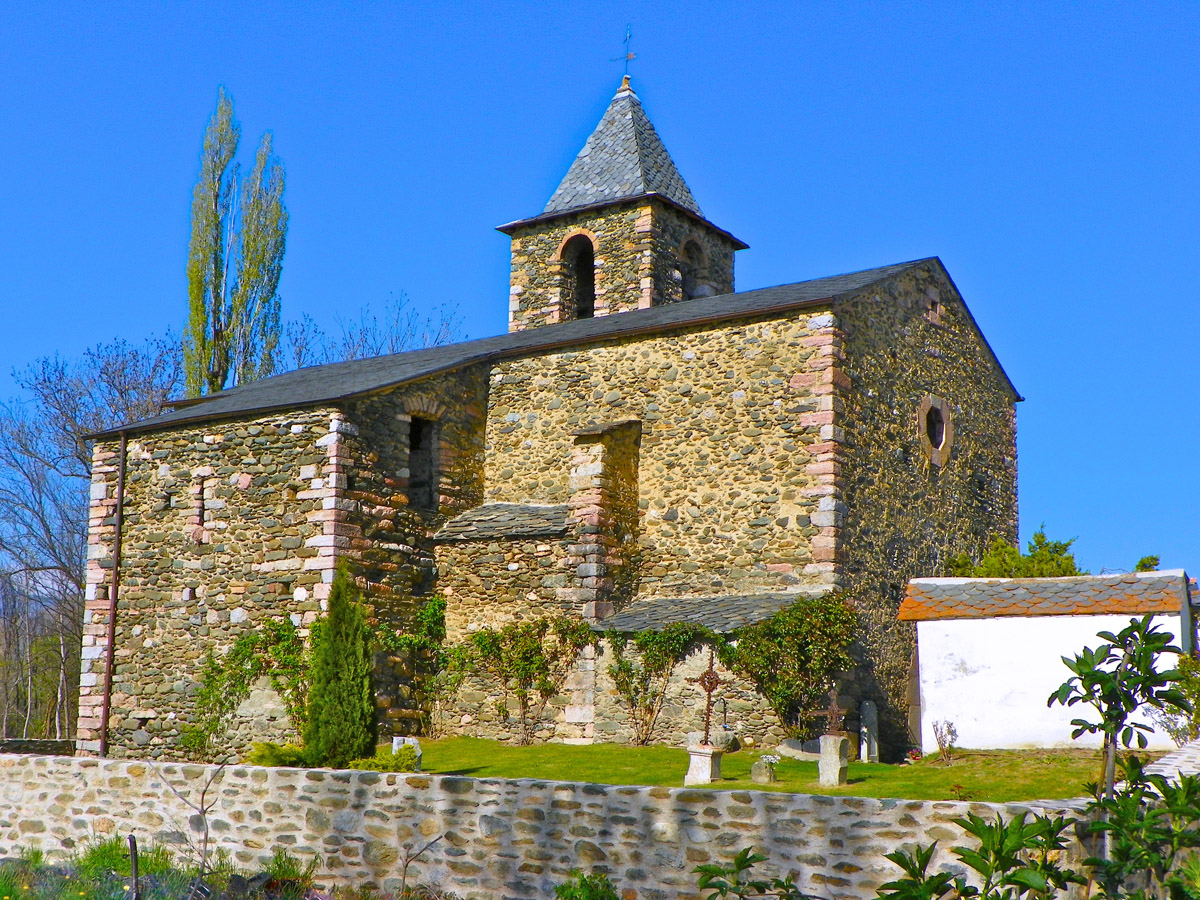
Iglesia de Santa Eulalia

En el lugar hay una iglesia bajo la advocación de Santa Eulalia.